# Pastiches et Mélanges
Pastiches et Mélanges és una obra de Marcel Proust publicada el 1919 per la NRF. Es tracta d'un recull de prefacis i d'articles de premsa publicats a Le Figaro a partir de 1908 i recollits en un volum a petició de Gaston Gallimard.

## ElsPastiches
El llibre està dedicat a un amic de l'autor, «Walter Berry» (Walter Van Rensselaer Berry), un jurista americà i francòfil que va defensar la causa de França davant del govern dels Estats Units durant la Primera Guerra Mundial.
La primera part, Pastiches, conté nou pastitxos literaris. Tots tenen per tema comú l'«afer Lemoine», fet divers que va omplir els titulars i les cròniques l'any 1908-1909. Un estafador anomenat Henri Lemoine (1878-?) havia pretès posseir el secret de la fabricació del diamant i, mitjançant experiments amb truc, havia acabat percebent la suma considerable d'un milió-or de Sir Julius Wernher, president de la de Beers. Fruit de la denúncia de Wernher, el culpable fou interrogat el gener de 1908, i a continuació jutjat el juliol de 1909 i condemnat a sis anys de presó.
Els nou pastitxos relaten doncs l'afer Lemoine «a la manera de» Balzac, Flaubert, Santa-Beuve (al seu fulletó del Constitucional), Henri de Régnier, Michelet, Émile Faguet i Renan, i sobre el model del Journaldels Goncourt (igualment imitat per Proust a Á la recherche du temps perdu). El recull es clou amb el pastitx de les Memòries de Sant-Simon, autor particularment admirat per Proust.
La majoria d'aquests textos havien aparegut al Suplement literari del Figaro a partir de 1908.
L'afer Lemoine va inspirar a Proust uns altres pastitxos, que no figuren en aquest recull: a la manera de Chateaubriand i de Maeterlinck, i una segona imitació de Sainte-Beuve.

## LesMélanges
Les Mélanges comprenen quatre seccions. La primera, «En memòria de les esglésies assassinades», reuneix textos consagrats a les destruccions provocades per la Primera Guerra mundial a Caen, Amiens i Rouen, principalment. Altres pàgines, escrites l'any 1900, evoquen John Ruskin, del qual Proust havia traduït La Bible d'Amiens.
La segona secció, «La mort de les catedrals», és un article del Figaro on Proust s'oposava l'any 1904 a un dels articles de la llei de separació de l'Església i de l'Estat. La tercera secció, «Sentiments filials d'un parricida» (1907), extreta d'un drama de bogeria. Finalment, «Jornades de lectura» (1905 i 1907) és el prefaci a la traducció de Sésame et les lys de Ruskin, traduït per Proust per al Mercure de France.